# Jan Mironowicz
Jan Mikołaj Mironowicz (ur. w 1953 roku w Warszawie) – montażysta filmowy, członek Polskiego Stowarzyszenia Montażystów (PSM). 
Jest absolwentem Studium Montażu na Wydziale Radia i Telewizji Uniwersytetu Śląskiego w Katowicach. W latach 1974–1994 pracownik Telewizji Polskiej. W początkowym okresie zajmował się montażem programów telewizyjnych, reportaży oraz spektakli teatralnych. Lata 1990–1994 to montaż reklam i filmów promocyjnych. Po nawiązaniu współpracy z reżyserem Andrzejem Fidykiem wyspecjalizował się w montażu filmów dokumentalnych. W swojej filmografii ma ich ponad 50. Do najbardziej znanych należą: Rosyjski Striptease (The Russian Striptease), Carnaval. The Biggest Party In The World, Kiniarze z Kalkuty (Battus Bioscope), Taniec Trzcin.